# Herbert James Gunn
Sir Herbert James Gunn, RA (30. července 1893 Glasgow – 30. prosince 1964 Londýn) byl skotský malíř zaměřený na krajinomalbu a portrét.

## Životopis
Sir Herbert James Gunn (také známý jako Sir James Gunn) se narodil v Glasgow 30. července 1893 jako syn obchodníka s látkami, Richarda Gunna a Thomasiny Munro. Několik let studoval na Glasgow School of Art a Edinburgh College of Art. V roce 1911 odjel do Paříže, kde studoval na Académie Julian pod vedením Jeana-Paula Laurense. Poté, co opustil Paříž, odjel do Španělska a následně strávil nějaký čas v Londýně, kde kreslil hlavně krajiny. Po vypuknutí 1. světové války se Gunn přidal k regimentu britské armádní rezervy Artist Rifles. Následně byl umístěn k 10. skotským střelcům a zúčastnil se aktivní služby ve Francii. Maloval i během války, kdy vznikl např. obraz zobrazující vojáky v předvečer bitvy na Sommě.

### Malířská kariéra
Gunn začal malovat krajinomalbu a hodně cestoval. Během 20. let 20. století se více soustředil na portrétní malbu a po roce 1929 již maloval výhradně jen portréty. V listopadu 1939 nabídl své služby poradnímu výboru pro válečné umění, od kterého následně obdržel tři zakázky na malování portrétů. Během 2. světové války žil se svou rodinou v Carsethornu, pobřežní vesnici v hrabství Kirkcudbrightshire. Jeho malby jsou vystaveny v mnoha galeriích a jeho portrét královny Alžběty II. z roku 1953 se nachází v královské sbírce. Namaloval také významné portréty krále Jiřího V., Agnes Catherine Maitland a také Harolda Macmillana. V roce 1953 byl zvolen prezidentem Královské společnosti portrétních malířů. V tomto postu setrval až do své smrti. Ve stejném roce byl také zvolen přidruženým členem Královské akademie umění a v roce 1961 se stal plnohodnotným členem. V roce 1963 byl pasován na rytíře.

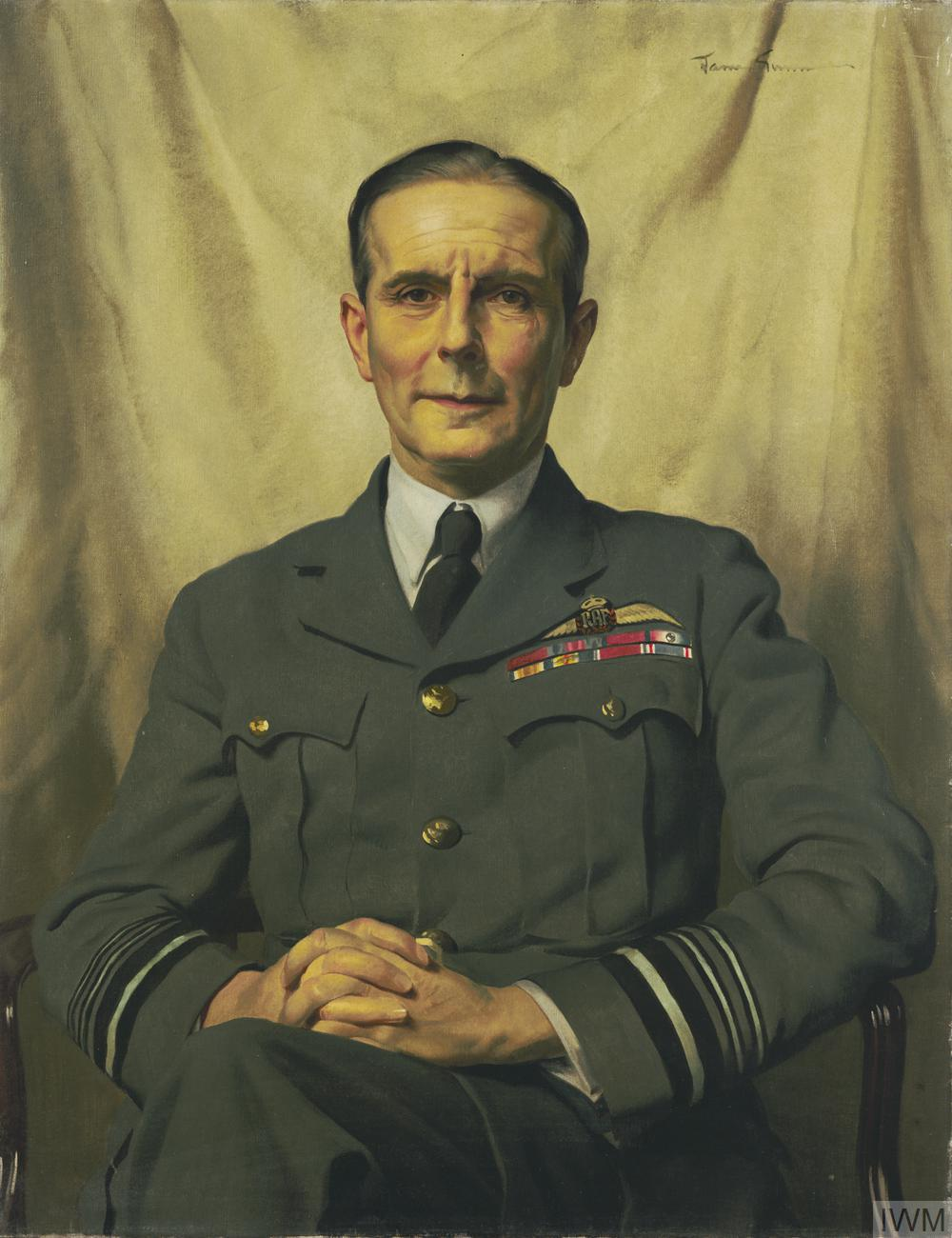
Sir Philip Joubert de la Ferté
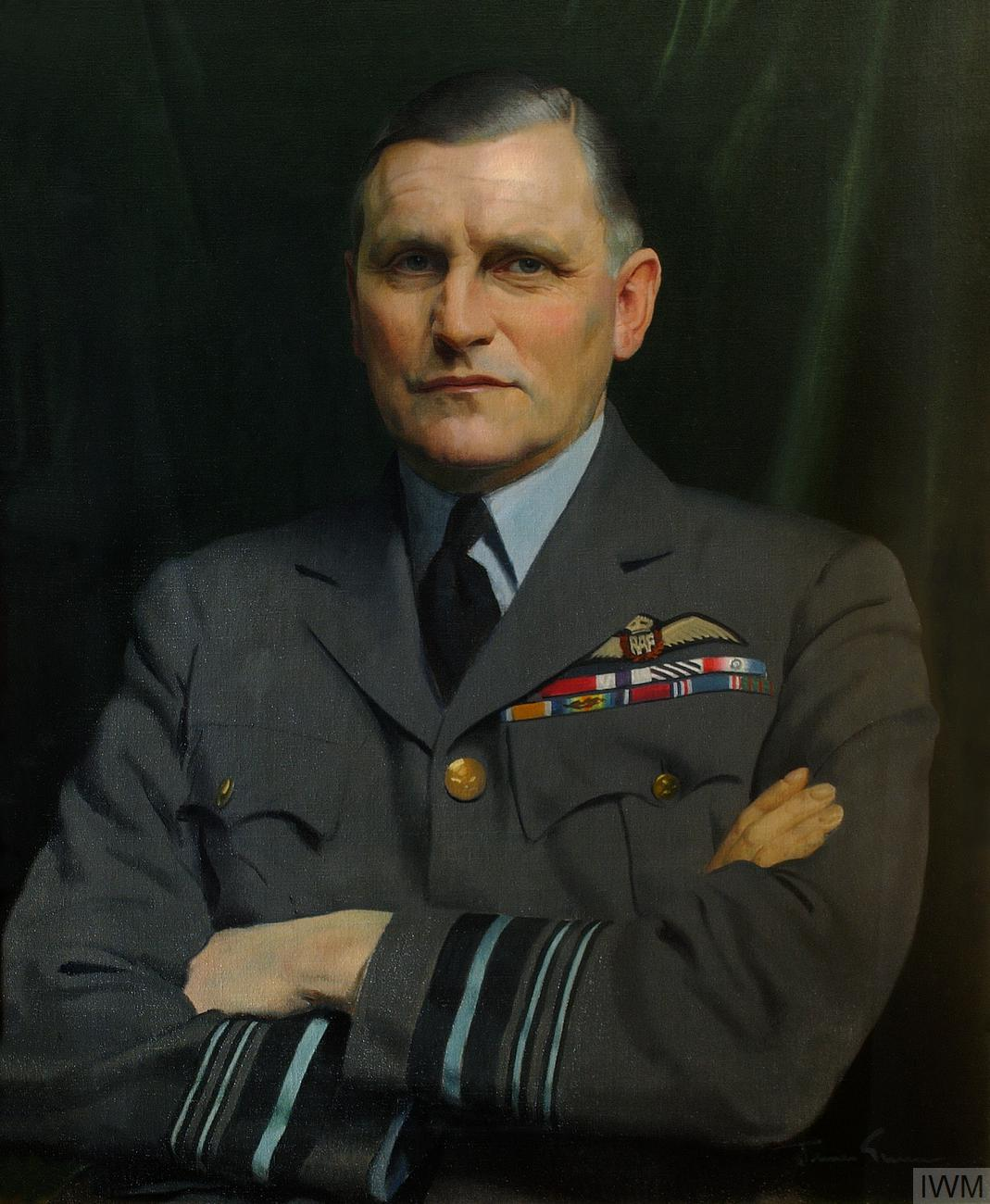
William Sholto Douglas
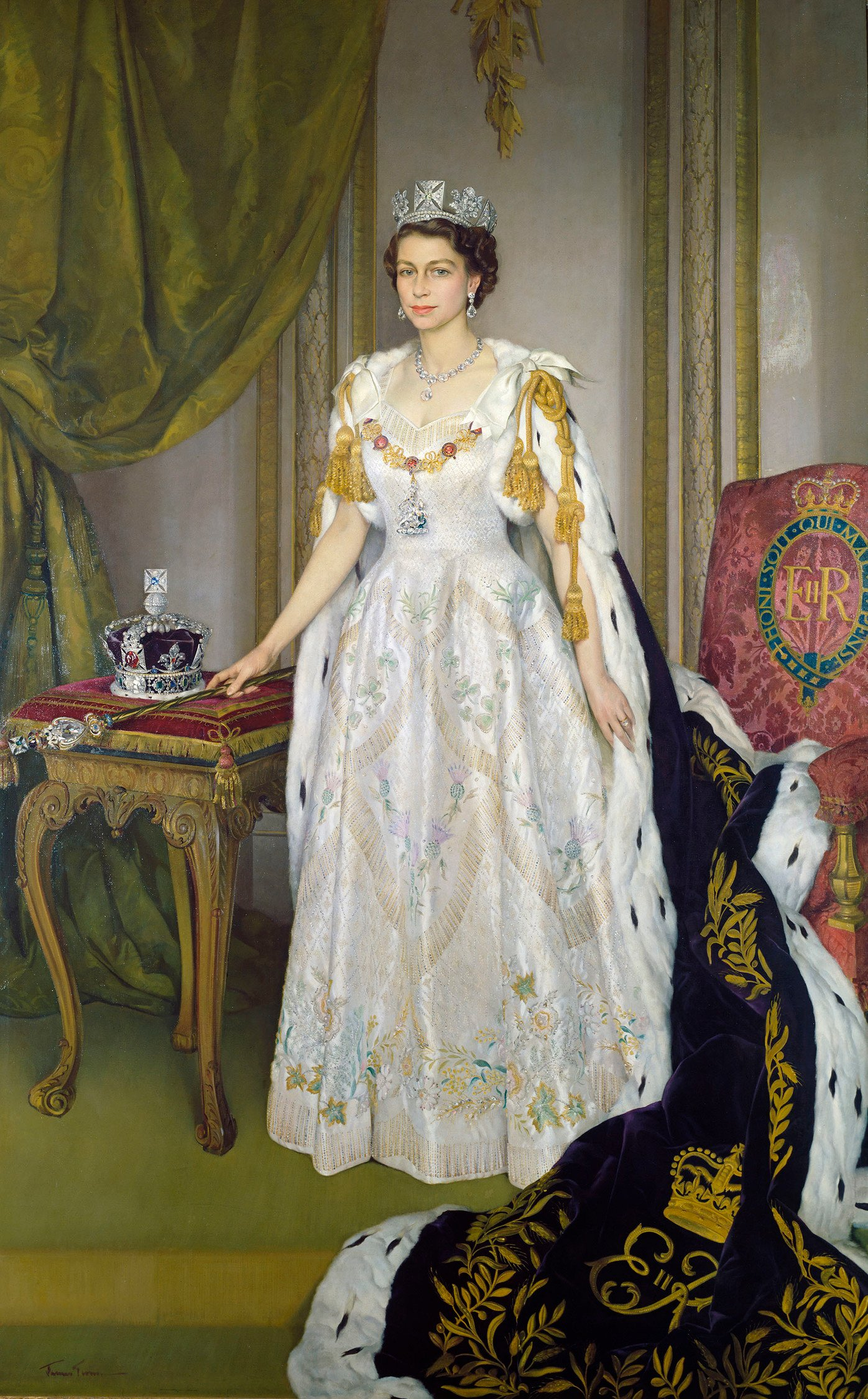
Královna Alžběta II. v korunovační róbě

### Rodinný život
Gunn se oženil s Gwendoline Thorne v roce 1919 a měli spolu tři dcery. Gunn se svou první ženou nechal rozvést, protože mu utekla se Sirem Arthurem Whinneym. Následně se oženil s Pauline Miller, se kterou měl syna a dceru. Pauline mu seděla modelem na pro několik obrazů. Gunn zemřel 30. prosince 1964.